# Flavius Probus
Flavius Probus (fl. 502-542) est un homme politique de l'Empire byzantin.

## Biographie
Fils de Flavius Paulus et de sa femme Magna (petite-fille de l'empereur Pétrone Maxime). Il est consul en 502.
Il se marie avec une fille de Flavius Sabinianus. Leur fils est Flavius Anastasius Paulus Probus Sabinianus Pompeius.